# Parafia Przemienienia Pańskiego w Pilot Station
Parafia Przemienienia Pańskiego – parafia prawosławna w Pilot Station, w dekanacie Russian Mission diecezji Alaski Kościoła Prawosławnego w Ameryce. Istnieje od 1955, posiada wolno stojącą cerkiew.